# Tychowo (gmina)
Pour les articles homonymes, voir Tychowo (homonymie).
Tychowo est une gmina mixte du powiat de Białogard, Poméranie occidentale, dans le nord-ouest de la Pologne. Son siège est la ville de Tychowo, qui se situe environ 20 km au sud-est de Białogard et 125 km au nord-est de la capitale régionale Szczecin.
La gmina couvre une superficie de 350,69 km2 pour une population de 6 864 habitants en 2016.

## Géographie

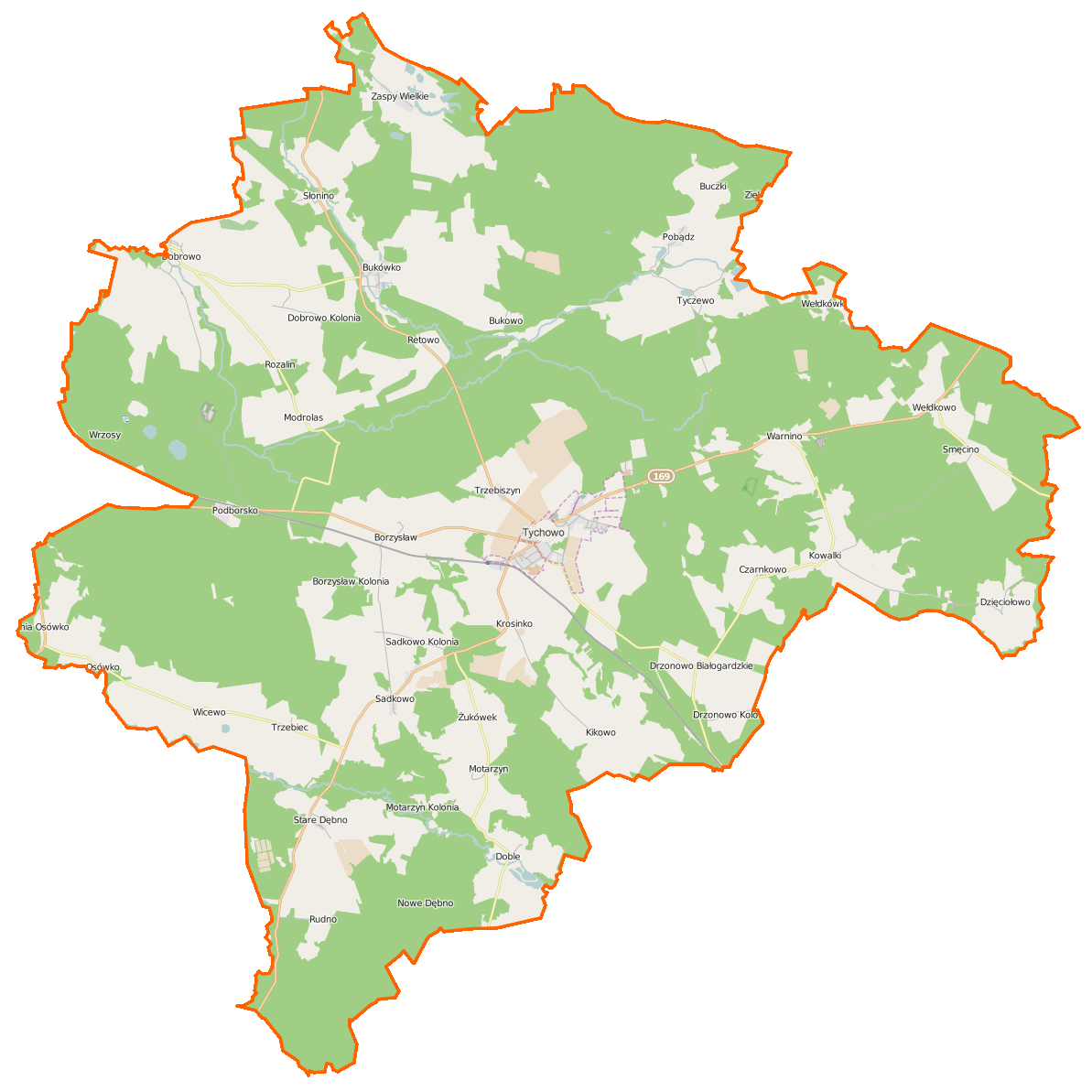
Carte de la gmina de Tychowo.

Outre la ville de Tychowo, la gmina inclut les villages d'Anin, Bąbnica, Borzysław, Borzysław-Kolonia, Buczki, Bukówko, Bukowo, Czarnkowo, Doble, Dobrochy, Dobrówko, Dobrowo, Drzonowo Białogardzkie, Dzięciołowo, Giżałki, Głuszyna, Kikowo, Kościanka, Kowalki, Krosinko, Liśnica, Modrolas, Motarzyn, Nowe Dębno, Osówko, Pobądz, Podborsko, Radzewo, Retowo, Rozłazino, Rudno, Sadkowo, Skarzewice, Sławomierz, Słonino, Smęcino, Solno, Stare Dębno, Trzebiec, Trzebiszyn, Tychówko, Tyczewo, Ujazd, Warnino, Wełdkówko, Wełdkowo, Wicewo, Zaspy Wielkie, Zastawa et Żukówek.
La gmina borde les gminy de Barwice, Białogard, Bobolice, Grzmiąca, Połczyn-Zdrój et Świeszyno.